# Clint Walker
Norman Eugene Walker, conhecido artisticamente como Clint Walker ou Jett Norman (Hartford, 30 de maio de 1927 – Grass Valley, 21 de maio de 2018), foi uma ator e cantor estadunidense.

## Carreira
Depois de ter trabalhado em vários ofícios, como operário em um estaleiro de barcos ou numa fábrica de chapas de aço, porteiro de hotel, segurança de boate e na "United States Merchant Marine", conheceu o agente de talentos de Hollywood, Henry Willson, que o levou para trabalhar num pequeno papel no filme "Jungle Gents" (uma comédia de 1954). Para este filme, seu nome foi creditado como Jett Norman a pedido de Willson e sua atuação chamou a atenção do diretor Cecil B. DeMille que o incluiu no elenco de Os Dez Mandamentos (de 1956).
Já transitando com facilidade no mercado, não foi difícil fechar um contrato com a Warner Bros. para ser um dos protagonistas da série de televisão "Cheyenne". É a partir deste trabalho que adota o nome artístico de Clint Walker. Entre 1955 e 1963, interpretou o papel do cowboy Cheyenne Bodie, nesta que foi a primeira série a ser produzida por um estúdio de cinema e ser transmitida exclusivamente pela TV, que no caso, numa parceria Warner / Rede ABC. Paralelamente ao seriado, Clint foi escalado pela Warner para atuar em alguns filmes do mesmo gênero, e assim, trabalhou em "Fort Dobbs" (1958), "Yellowstone Kelly" (1959) e "Gold of the Seven Saints" (1961). O sucesso da série e do personagem Cheyenne Bodie, fizeram que a Warner investisse numa carreira de cantor, já que Walker possuía uma voz de barítono. Desta maneira, foi lançado um LP de músicas tradicionais americanas na voz do cantor Clint Walker.
A condição de astro da televisão norte-americana, fez com que seu nome aparecesse com regularidade nas grandes produções cinematográficas da década de 1960 e 1970, como: Não Me Mandem Flores (1964), "None but the Brave" (em 1965, a convite do diretor Frank Sinatra, neste que foi o único filme dirigido pelo cantor), Maya (1966), The Dirty Dozen (1967), Sam Whiskey (1969), "Pancho Villa" (1972), The White Buffalo (1977), alem de protagonizar personagens em vários filmes televisivos nesta época, como Yuma (1971) e Killdozer (1974).
Seus últimos trabalhos no cinema foram em "Hysterical" (1983), "The Serpent Warriors" (1985) e dublando a voz de Nick Nitro na animação Pequenos Guerreiros (1998). Na televisão, seu derradeira trabalho foi numa participação em Kung Fu: A Lenda Continua em 1995.
Em 2003, Walker lançou, como co-autor, o livro "Yaqui Gold", um romance ficcional do gênero velho oeste.
Em 2004, foi introduzido no "Hall of Great Western Performers" e outra grande honraria que recebeu em vida, foi quando ganhou uma estrela na Calçada da Fama de Hollywood.
Mesmo sofrendo um grave acidente, em 1971, quando um bastão de esqui perfurou seu coração depois que o teleférico em que se encontrava, despencou ao chão, na estação de inverno de Mammoth Mountain, sendo considerado morto ao chegar ao hospital, mas recuperando-se depois de uma longa cirurgia, Clint Walker morreu de Insuficiência cardíaca em maio de 2018, apenas nove dias antes de seu nonagésimo primeiro aniversário.
O ator teve três esposas: Verna Garver (1948-1968), Giselle Hennessy (1974-1994, quando ficou viúvo) e Susan Cavallari (1997 até a sua morte).